# Tricolia petiti
Tricolia petiti is een slakkensoort uit de familie van de Phasianellidae. De wetenschappelijke naam van de soort is voor het eerst geldig gepubliceerd in 1882 door Craven.